# Veitsberg (Essenbach)
Veitsberg ist ein Ortsteil des Marktes Essenbach im niederbayerischen Landkreis Landshut.

## Geographie
Der Ort liegt nordöstlich des Kernortes Essenbach und nördlich von Mettenbach. Südlich verläuft die Staatsstraße 2141 und westlich die Kreisstraße LA 22.

## Sehenswürdigkeiten
In der Liste der Baudenkmäler in Essenbach ist für Veitsberg ein Baudenkmal aufgeführt:
- Die römisch-katholische Nebenkirche St. Vitus (auch St. Veit) auf dem Veitsberg (458 m ü. NN) ist ein barocker Saalbau mit eingezogenem Chor. Das Langhaus wurde zwischen 1680 und 1700 neu errichtet. Das Turmuntergeschoss ist noch spätgotisch, mit Lisenengliederung. Der südliche Chorflankenturm mit achtseitigem Aufsatz trägt eine Zwiebelkuppel.